# Kelurahan Sidokumpul (administrativ by i Indonesien, lat -7,17, long 112,65)
Kelurahan Sidokumpul är en administrativ by i Indonesien.   Den ligger i provinsen Jawa Timur, i den västra delen av landet, 600 km öster om huvudstaden Jakarta.